# Porfirio Rubirosa
Porfirio Rubirosa Ariza (San Francisco de Macorís, 22 gennaio 1909 – Parigi, 5 luglio 1965) è stato un diplomatico, socialite, pilota automobilistico e giocatore di polo dominicano.
Considerato uno dei più celebri playboy del XX secolo, e conosciuto per il suo stile di vita sfarzoso, oltre che per le numerose donne di cui amava circondarsi, morì all'età di cinquantasei anni in un incidente d'auto al Bois de Boulogne. Si sposò più volte. Sue mogli furono l'attrice cinematografica francese Danielle Darrieux, Flor de Oro Trujillo, le miliardarie Doris Duke e Barbara Hutton e l'attrice Odile Rodin.

## Biografia
Nato in una famiglia della borghesia dominicana, figlio di un generale dell'esercito, Rubirosa crebbe in Francia, a Parigi, dove nel 1920 il padre iniziò a svolgere attività di diplomatico al consolato della Repubblica Dominicana. Tornò nel paese natale a diciassette anni per studiare legge senza però completare gli studi, prima di svolgere il servizio di leva.
Il 3 dicembre 1932 Rubirosa sposò Flor de Oro Trujillo, la diciassettenne figlia del dittatore dominicano Rafael Leónidas Trujillo. Il matrimonio avvenne in tempi rapidi, praticamente una settimana dopo il loro primo incontro. Trujillo inviò il genero a Berlino per fargli svolgere il suo primo incarico da diplomatico. Quando fu palese l'infedeltà di Rubirosa, Trujillo impose alla figlia di divorziare. Impossibilitato a far rientro nella Repubblica Dominicana, Rubirosa continuò a vivere in Europa fino all'uccisione dell'ex suocero.

## Relazioni sentimentali
A Rubirosa sono state attribuite relazioni sentimentali con numerose donne del mondo dello spettacolo e del jet-set. Fra le altre, Dolores del Río, Marilyn Monroe, Ava Gardner, Rita Hayworth, Soraya Esfandiary, Veronica Lake, Kim Novak e Zsa Zsa Gábor. Truman Capote, in Answered Prayers, ha descritto dettagliatamente come Rubirosa fosse sessualmente superdotato, una peculiarità che in Francia è ricordata anche attraverso un drink particolarmente piccante servito nei bistrot, chiamato non a caso "Rubirosas", nonché attraverso un macinapepe particolarmente lungo e voluminoso battezzato appunto "rubirosa".
Dopo il divorzio da Flor de Oro Trujillo, il 18 settembre 1942 Rubirosa si risposò con l'attrice Danielle Darrieux, poi con la giornalista e milionaria Doris Duke (sposata il 1º settembre 1947) e con Barbara Hutton, da cui divorziò il 30 dicembre 1953 dopo soli cinquantatré giorni di matrimonio. La Duke riconobbe all'ex-marito cinquecentomila dollari, oltre a un allevamento di cavalli per il polo, diverse auto sportive e un B-25 riadattato. Rubirosa ottenne come buonuscita anche una casa parigina del XVII secolo. Barbara Hutton, dal canto suo, aveva acquistato per lui una piantagione di caffè nella Repubblica Dominicana e, successivamente, un altro B-25. In sede di divorzio gli riconobbe un importo di tre milioni e mezzo di dollari.
L'ultimo matrimonio di Rubirosa fu celebrato nel 1956, quando aveva quarantasette anni, con l'allora diciannovenne attrice francese Odile Rodin. Il 5 luglio 1965, dopo una notte di baldorie al night club "Jimmy's" per festeggiare la vittoria nella coppa di Francia di polo, Rubirosa si schiantò nell'estiva alba parigina contro un albero al Bois de Boulogne, mentre era alla guida della sua Ferrari 250 GT cabriolet.

## Ritratti
Rubirosa è stato raccontato o semplicemente evocato dai media in diverse circostanze. In Italia, Fred Buscaglione ne ha tracciato la caricatura nella canzone Porfirio Villarosa, musicata nel 1956 su testo di Leo Chiosso.
Tra le rime si cita "ogni diva dello schermo che lo vede dice: t'amo e lui ci crede". Nel film Malizia (1973), ambientato negli anni '50, Turi Ferro apostrofa il figlio maggiore chiamandolo "Rrubberrosa". Nella pellicola Fratelli d'Italia (1989), diretta da Neri Parenti e interpretata da Christian De Sica, Jerry Calà e Massimo Boldi, lo stesso De Sica, che noleggia per le vacanze con gli amici una Jaguar che "si dice appartenuta a Porfirio Rubirosa", lo cita affermando che "fisicamente me' somiglia". Il film Ritrovarsi (1942), di Preston Sturges, presenta un personaggio dal nome Toto che si ritiene sia stato ispirato alla figura del playboy. Il compositore Don Arrington, con il librettista Peter Johnson e lo scrittore Raphael Pallais, ha scritto il musical Rubirosa!, rappresentato a Broadway e basato sulla sua vita.
Nell'ottobre 2007 le agenzie di stampa hanno rilanciato una notizia secondo cui l'attore Antonio Banderas, sollecitato da investitori spagnoli e venezuelani, coltiva dal 2004 l'idea di portare sullo schermo la vita di Rubirosa (interpretando lui stesso il ruolo da protagonista). La vita di Rubirosa è stata nel frattempo rappresentata dal personaggio di Dax Xenos nel romanzo di Harold Robbins The Adventurers. Brett Easton Ellis in American Psycho cita l'orologio Rolex d'oro rosa appartenuto a Rubirosa. Una citazione dell'eleganza di Rubirosa è contenuta anche nel romanzo di Paolo Sorrentino Hanno tutti ragione (2010).
Porfirio Rubirosa è citato nel brano musicale Pupa (Album Urlo, 1980) del cantautore italiano Ivan Cattaneo, insieme a Don Giovanni e Casanova.
Nel film del 2017 Il filo nascosto, i personaggi della miliardaria americana Barbara Rose e del playboy latinoamericano Rubio Guerrero, di cui è mostrato il matrimonio, sono inspirati a Barbara Hutton e Porfirio Rubirosa.

## Automobilismo
Come pilota di automobilismo, Rubirosa si iscrisse al GP di Bordeaux il 25 aprile 1955. Doveva guidare la propria personale Ferrari 500, identica a quella di Alberto Ascari nel 1952 e nel 1953. Tuttavia, si ammalò prima della gara e dovette rinunciare a correre.
Partecipò invece nel 1950 e nel 1954 alla 24 Ore di Le Mans e sempre nel 1954, in coppia con Luigi Valenzano, alla 12 Ore di Sebring (in questa competizione pilotò una Lancia D24 e giunse al secondo posto).